# تسری
تسری (به لاتین: Tseri) یک عوارض جغرافیایی در قبرس است که در ناحیه نیکوزیا واقع شده‌است.

## خصوصیات
تسری  ۷٬۰۳۵ نفر جمعیت دارد و ۲۷۷ متر بالاتر از سطح دریا واقع شده‌است.